# Teeteto
Teeteto (griego Θεαίτητος Theaítētos, en latín Theaetetus o Theaitetos; Atenas c. 417 a. C. - 369 a. C.), hijo de Eufronio, del demo ateniense de Sunio, fue un matemático griego. Sus principales contribuciones se centran en los números irracionales llamados entonces como inconmensurables, se propuso una clasificación de estos, con un método conocido en la época como Antifairese (substracción recíproca) y conocido en la actualidad como algoritmo de Euclides, dichas contribuciones fueron incluidas en el Libro X de los Elementos de Euclides, donde se demuestra que existen cinco poliedros sólidos convexos. Platón le coloca como interlocutor principal de Sócrates en dos de sus diálogos, el Sofista y el llamado Teeteto.

## Semblanza
Teeteto, como Platón, estudió bajo la dirección del matemático Teodoro de Cirene. Cirene era una próspera colonia griega en la costa del norte de África, en la actual Libia, al este del golfo de Sidra. Teodoro desarrolló la teoría de las cantidades inconmensurables y Teeteto continuó sus estudios, clasificando varias formas de números irracionales como expresiones de raíces cuadradas. Esta teoría está expuesta con gran detalle en el libro X de los Elementos de Euclides.
En la obra de Platón Teeteto, el filósofo pone en boca de Teodoro la siguiente alabanza de Teeteto, dirigida a Sócrates:

Καὶ μήν, ὦ Σώκρατες, ἐμοί τε εἰπεῖν καὶ σοὶ ἀκοῦσαι πάνυ ἄξιον οἵῳ ὑμῖν τῶν πολιτῶν μειρακίῳ ἐντετύχηκα. καὶ εἰ μὲν ἦν καλός, ἐφοβούμην ἂν σφόδρα λέγειν, μὴ καί τῳ δόξω ἐν ἐπιθυμίᾳ αὐτοῦ εἶναι. νῦν δέ--καὶ μή μοι ἄχθου--οὐκ ἔστι καλός, προσέοικε δὲ σοὶ τήν τε σιμότητα καὶ τὸ ἔξω τῶν ὀμμάτων: ἧττον δὲ ἢ σὺ ταῦτ' ἔχει. [144a] ἀδεῶς δὴ λέγω. εὖ γὰρ ἴσθι ὅτι ὧν δὴ πώποτε ἐνέτυχον --καὶ πάνυ πολλοῖς πεπλησίακα--οὐδένα πω ᾐσθόμην οὕτω θαυμαστῶς εὖ πεφυκότα. τὸ γὰρ εὐμαθῆ ὄντα ὡς ἄλλῳ χαλεπὸν πρᾷον αὖ εἶναι διαφερόντως, καὶ ἐπὶ τούτοις ἀνδρεῖον παρ' ὁντινοῦν, ἐγὼ μὲν οὔτ' ἂν ᾠόμην γενέσθαι οὔτε ὁρῶ γιγνόμενον: ἀλλ' οἵ τε ὀξεῖς ὥσπερ οὗτος καὶ ἀγχίνοι καὶ μνήμονες ὡς τὰ πολλὰ καὶ πρὸς τὰς ὀργὰς ὀξύῤῥοποί εἰσι, καὶ ᾄττοντες φέρονται ὥσπερ τὰ ἀνερμάτιστα [144b] πλοῖα, καὶ μανικώτεροι ἢ ἀνδρειότεροι φύονται, οἵ τε αὖ ἐμβριθέστεροι νωθροί πως ἀπαντῶσι πρὸς τὰς μαθήσεις καὶ λήθης γέμοντες. ὁ δὲ οὕτω λείως τε καὶ ἀπταίστως καὶ ἀνυσίμως ἔρχεται ἐπὶ τὰς μαθήσεις τε καὶ ζητήσεις μετὰ πολλῆς πρᾳότητος, οἷον ἐλαίου ῥεῦμα ἀψοφητὶ ῥέοντος, ὥστε θαυμάσαι τὸ τηλικοῦτον ὄντα οὕτως ταῦτα διαπράττεσθαι.
Sí, Sócrates, puedo sin ninguna duda decirte, y será un gusto para ti oírlo, de qué muchacho te hablo [Teeteto], de qué clase de conciudadano tuyo hablo. Si fuera bello, me avergonzaría expresarme muy vehementemente, no fuera a pensar alguien que se trata de pasión. Pero resulta, y te ruego no te enojes por lo que te digo, que no es bello. Más bien se te parece por sus ojos saltones y nariz chata, aunque sus rasgos son menos acusados que los tuyos. Hablo, pues sin temor. Conoce, pues, que entre todos los que he conocido, y he tenido muchos a mi alrededor, jamás he visto a nadie tan bien dispuesto naturalmente. Nunca he creído, ciertamente, que se dé o haya dado en otra parte alguien que comprenda con más rapidez y que al mismo tiempo sea excepcionalmente afable y lleno de coraje como el que más. Porque los despiertos, agudos y de buena retentiva como éste suelen dejarse vencer por la cólera y se ven arrastrados por aquí y allá como naves sin lastre: son de índole violenta, no paciente. Los más reposados, en cambio, se muestran reticentes al estudio y enormemente olvidadizos. Por éste [Teeteto] camina con ligereza, seguridad y éxito en toda clase conocimientos, como el aceite que se vierte silenciosamente. Es admirable cómo un joven de su edad puede cumplir todo esto.
Platón, Teeteto, 143e-144b.

## Eponimia
- En 1935 la Unión Astronómica Internacional decidió en su honor llamarle «Theaetetus» a un astroblema lunar.[3]